# Texas Revolution
I Texas Revolution sono stati una franchigia professionistica di football americano indoor con sede ad Allen, Texas, che gioca nella Indoor Football League. I Revolution disputano le loro gare casalinghe all'Allen Event Center. La squadra, ancora con il nome di Allen Wranglers, attirò l'attenzione per l'ingaggio dell'ex stella della NFL Terrell Owens. Egli disputò 8 gare con la squadra prima di essere tagliato il 29 maggio 2012.

## Storia
I Revolution iniziarono a giocare nel 2000 sotto il nome di Arkansas Twisters nella af2, una minor league della ormai defunta Arena Football League, giocando le loro gare casalinghe alla Verizon Arena.
Il 17 novembre 2009 la squadra abbandonò la Arena Football per entrare a far parte della Indoor Football League e cambiando nome in Arkansas Diamonds.
I Diamonds in seguito lasciarono l'Arkansas per spostarsi ad Allen, Texas diventando gli Allen Wranglers, a partire dalla stagione IFL 2011.
Il 19 settembre 2012, la squadra annunciò il cambio di nome in Texas Revolution a partire dalla stagione 2013.
Hanno chiuso nel 2019.